# قرية فايز (الشغادرة)

تعديل مصدري - تعديل

قرية فايز هي إحدى قرى عزلة المسواح بمديرية الشغادرة التابعة لمحافظة حجة، بلغ تعداد سكانها 63 نسمة حسب تعداد اليمن لعام 2004.